# Zsolt Petry
Zsolt Petry [ˈʒolt ˈpɛtri] (* 23. September 1966 in Budapest) ist ein ehemaliger ungarischer Fußballspieler und Torwarttrainer.

## Karriere als Spieler
Petry begann seine Karriere beim Budapester Klub MTK Hungária. 1987 wechselte er zum SC Videoton, wo er sich zum ungarischen Nationalspieler entwickelte. Die Saison 1990/91 spielte er bei Honvéd Budapest, ehe er nach Belgien zum KAA Gent wechselte. Dort blieb er vier Spielzeiten, in denen er 118 Spiele für KAA absolvierte. Danach entwickelte sich Zsolt Petry zu einem Wandervogel, der jede Saison den Verein wechselte.
Nach 30 Spielen für den türkischen Erstligisten Gençlerbirliği Ankara kehrte er noch einmal für eine Saison nach Belgien zum RSC Charleroi zurück, für die er 31 Spiele absolvierte. Danach wechselte er in die deutsche 1. Bundesliga zu Eintracht Frankfurt. Dort kam er jedoch an Oka Nikolov nicht vorbei und kam zu keinem einzigen Einsatz. Er kehrte daraufhin erstmals in seine ungarische Heimat zum MTK Hungária zurück, wechselte jedoch im Jahr 2000 zum finnischen Erstligisten Kotkan Työväen Palloilijat, für den er 13 Mal in der Veikkausliiga das Tor hütete. Von Finnland ging es für ihn kurz zurück nach Ungarn Dunaferr Dunaújváros, bevor ihn der SC Paderborn 07 als Ersatzmann für die Regionalliga Nord verpflichtete. Doch zur nächsten Saison wechselte er zum Ligakonkurrenten SV Babelsberg 03, mit dem er auch in die Oberliga abstieg. Er blieb zwei Jahre in Babelsberg, ehe er 2004 zum SC Paderborn zurückkehrte und dort als Ersatzmann ohne Einsatz den Aufstieg des SCP in die 2. Bundesliga im Jahr 2005 miterlebte.
Seine internationale Karriere begann in den Nachwuchsmannschaften des ungarischen Verbandes, wo er mit der U18-Auswahl 1984 Europameister wurde. Sein Debüt in der A-Nationalmannschaft gab er 1988 gegen Griechenland. Petry war Stammtorwart der Ungarn in den Qualifikationsrunden zur EM 1992, WM 1994 und EM 1996. Sein 38. und letztes Länderspiel bestritt er im Mai 1996 beim 0:3 gegen England.

## Karriere als Trainer
Von 2005 bis 2009 war er Torwarttrainer des SC Paderborn 07, im Anschluss arbeitete er in gleicher Funktion bis Juni 2015 bei der TSG 1899 Hoffenheim, von 2008/09 bis 2010 war Petry auch als Torwarttrainer der ungarischen Nationalmannschaft tätig.
Zur Saison 2015/16 wurde Petry unter seinem Landsmann Pál Dárdai Torwarttrainer bei Hertha BSC. Zur Saison 2019/20 übernahm Ante Čović die Mannschaft als Cheftrainer. Als Ende November 2019 Jürgen Klinsmann neuer Cheftrainer wurde, wurde Petry freigestellt und durch den Torwarttrainer der deutschen Nationalmannschaft, Andreas Köpke, ersetzt, mit dem Klinsmann bereits in seiner Zeit als Bundestrainer zusammengearbeitet hatte. Köpke wurde dafür bis zum Jahresende vom DFB freigestellt und kehrte anschließend zum Verband zurück. Ab Januar 2020 wurde zunächst Max Steinborn neuer Torwarttrainer, der diese Position davor bei der zweiten Mannschaft ausgeübt hatte. Von 2017 bis 2019 trainierte Klinsmanns Sohn Jonathan unter Petry, der diesen im März 2018 öffentlich kritisiert hatte.
Ab Ende Januar 2020 war Petry kurzzeitig Torwarttrainer der B-Jugend (U17). Nachdem Klinsmann am 11. Februar 2020 als Cheftrainer zurückgetreten war, kehrte Petry einen Tag später in den Trainerstab der Profimannschaft zurück, während Steinborn wieder zur zweiten Mannschaft zurückkehrte.

## Entlassung wegen umstrittener Äußerungen
Wegen umstrittener Äußerungen über Migration und gleichgeschlechtliche Ehe trennte sich Hertha BSC am 6. April 2021 von Petry. Er hatte tags zuvor in einem Interview mit der regierungsnahen ungarischen Tageszeitung Magyar Nemzet die Haltung des Torhüters Péter Gulácsi von RB Leipzig kritisiert. Er könne nicht verstehen, warum sich Gulácsi „für Homosexuelle, Transvestiten und Menschen sonstiger geschlechtlicher Identität“ einsetze. Bezüglich der Migration meinte Petry, dass „schrecklich viele Kriminelle Europa überlaufen“. Hertha BSC begründete die Entscheidung damit, dass Petry die Charta der Vielfalt verletzt habe. Der Verein setze sich aktiv für Werte wie Vielfalt und Toleranz ein; dies finde sich in Petrys Äußerungen nicht wieder.